# Francesco Corner (1478-1543)
Francesco Corner, seniore (Venezia, 1478 – Viterbo, 26 settembre 1543), è stato un vescovo cattolico e cardinale italiano vissuto fra il XV ed il XVI secolo.

## Biografia
Era figlio di Giorgio e di Elisabetta Morosini, fratello del cardinale Marco Corner e nipote di Caterina Cornaro.
Studiò all'università di Padova.
Fu militare nel Levante e, ritornato a Venezia, ebbe incarichi diplomatici all'estero.
Fu creato cardinale da papa Clemente VII nel concistoro del 20 dicembre 1527.
Il 27 aprile 1528 ricevette il titolo di San Pancrazio fuori le mura. Fu inoltre nominato Arciprete della Basilica Vaticana.
Il 27 aprile 1534 ottenne il titolo di Santa Cecilia, il 5 settembre dello stesso anno quello di San Ciriaco alle Terme Diocleziane, il 31 maggio 1535 il titolo di Santa Prassede, il 23 marzo 1541 il titolo di Santa Maria in Trastevere; il 14 novembre dello stesso ottenne di divenire cardinale vescovo ed ebbe la sede suburbicaria di Albano. Il 15 febbraio 1542 fu trasferito alla sede suburbicaria di Palestrina.
Francesco Corner partecipò ad un unico conclave, quello del 1534, che elesse papa Paolo III.
Afflitto da salute malferma, richiamato dal pontefice a Roma, morì a Viterbo. Fu sepolto a Venezia, nella chiesa di San Salvatore.

## Stemma
«Partito d'oro e d'azzurro, caricato di una corona dell'uno nell'altro»

## Genealogia episcopale
La genealogia episcopale è:
- Cardinale Guillaume d'Estouteville, O.S.B.Clun.
- Papa Sisto IV
- Papa Giulio II
- Cardinale Raffaele Riario
- Papa Leone X
- Papa Clemente VII
- Cardinale Francesco Corner

## Ascendenza
|                     |   |                        | Genitori                                      |  |  | Nonni |  |  | Bisnonni       |  |  | Trisnonni     |  |
|                     |   |                        |                                               |  |  |       |  |  | Giorgio Corner |  |  | Andrea Corner |  |
|                     |   |                        |                                               |  |  |       |  |  | Giorgio Corner |  |  | Andrea Corner |  |
|                     |   | Giustiniana Giustinian |                                               |  |  |       |  |  | Giorgio Corner |  |  |               |  |
| Marco Corner        |   |                        |                                               |  |  |       |  |  | Giorgio Corner |  |  |               |  |
|                     |   | Caterina Giustinian    | Giustiniano Giustinian                        |  |  |       |  |  |                |  |  |               |  |
|                     |   | Caterina Giustinian    | Giustiniano Giustinian                        |  |  |       |  |  |                |  |  |               |  |
|                     |   | Caterina Giustinian    | …                                             |  |  |       |  |  |                |  |  |               |  |
| Giorgio Corner      |   | Caterina Giustinian    |                                               |  |  |       |  |  |                |  |  |               |  |
|                     |   | Nicolò Crispo          | Francesco I Crispo, X duca di Nasso           |  |  |       |  |  |                |  |  |               |  |
|                     |   | Nicolò Crispo          | Francesco I Crispo, X duca di Nasso           |  |  |       |  |  |                |  |  |               |  |
|                     |   | Nicolò Crispo          | Fiorenza Sanudo                               |  |  |       |  |  |                |  |  |               |  |
| Fiorenza Crispo     |   | Nicolò Crispo          |                                               |  |  |       |  |  |                |  |  |               |  |
|                     |   | Valenza Comneno        | Giovanni IV Comneno, imperatore di Trebisonda |  |  |       |  |  |                |  |  |               |  |
|                     |   | Valenza Comneno        | Giovanni IV Comneno, imperatore di Trebisonda |  |  |       |  |  |                |  |  |               |  |
|                     |   | Valenza Comneno        | Principessa Bagrationi                        |  |  |       |  |  |                |  |  |               |  |
| Francesco Corner    |   | Valenza Comneno        |                                               |  |  |       |  |  |                |  |  |               |  |
|                     | … | …                      |                                               |  |  |       |  |  |                |  |  |               |  |
|                     | … | …                      |                                               |  |  |       |  |  |                |  |  |               |  |
|                     | … | …                      |                                               |  |  |       |  |  |                |  |  |               |  |
| Francesco Morosini  | … |                        |                                               |  |  |       |  |  |                |  |  |               |  |
|                     |   | …                      | …                                             |  |  |       |  |  |                |  |  |               |  |
|                     |   | …                      | …                                             |  |  |       |  |  |                |  |  |               |  |
|                     |   | …                      | …                                             |  |  |       |  |  |                |  |  |               |  |
| Elisabetta Morosini |   | …                      |                                               |  |  |       |  |  |                |  |  |               |  |
|                     |   | …                      | …                                             |  |  |       |  |  |                |  |  |               |  |
|                     |   | …                      | …                                             |  |  |       |  |  |                |  |  |               |  |
|                     |   | …                      | …                                             |  |  |       |  |  |                |  |  |               |  |
| …                   |   | …                      |                                               |  |  |       |  |  |                |  |  |               |  |
|                     |   | …                      | …                                             |  |  |       |  |  |                |  |  |               |  |
|                     |   | …                      | …                                             |  |  |       |  |  |                |  |  |               |  |
|                     |   | …                      | …                                             |  |  |       |  |  |                |  |  |               |  |
|                     |   | …                      |                                               |  |  |       |  |  |                |  |  |               |  |